# 서얼소통
서얼소통은 순조 23년(1823년) 유생들의 상소로 제정한 서얼의 벼슬길 소통에 대한 법규를 제정한 문서이다. 
서얼(庶孼)은 본처가 아닌 아내, 즉 첩으로부터 태어난 자식을 말한다. 엄밀하게는 양반출인 첩의 자식은 '서(庶)', 천인출신 첩의 자식은 '얼(孼)'이라고 하였다. 한국 사회의 서얼 차별은 조선 이전 시대부터 계속 존재하던 것이었고 태종 15년(1415년)에 제정된 서얼금고법이라는것은 조선 이전 시대부터 존재하던 서얼 차별을 유지만 하는 규정에 불과하였고 서얼 차별 때문에 첩의 소생이 관직에 제대로 나아갈 수가 없었다. 
하지만 서얼 중에도 능력이 뛰어난 자들이 많아 태종은 서얼 금고령을 명시하기 전에 한품 서용제를 실시하여 서얼을 관직에 등용하는 시도를 하였고 이후에도 17세기에 서얼 차별 완화를 하려는 여러차례 시도가 있었으나 큰 진전이 없었다. 18세기 정조 1년(1777)때 큰 진전을 보였는데 서얼의 관직등용을 허용하자는 서얼허통이 여러차례 시도되었고 제한적으로 허용되었다. 
서얼소통은 순조 23년(1823년)에 유생들의 상소로 제정한 서얼의 벼슬길 소통에 대한 법규를 제정한 문서이다. 이 법규는  특히 19세기 들어서 사회문화가 다양화되면서  많아 신분차별을 폐지하기 위한 서얼소통 움직임이 계속 가속화 되었다. 갑오경장(1894) 때 공·사 노비 제도가 혁파됨으로써 신분차별이 제도적으로 근절되었다.